# Parafia św. Anny w Chojnem
Parafia Świętej Anny w Chojnem – parafia rzymskokatolicka z siedzibą w Chojnem, znajdująca się w diecezji włocławskiej, w dekanacie sieradzkim I. 